# Kalačinsk
Kalačinsk è una città della Russia siberiana sudoccidentale (oblast' di Omsk), situata sulla sponda sinistra del fiume Om', 88 km ad est del capoluogo Omsk; è il capoluogo del rajon Kalačinskij, pur essendo amministrativamente autonoma.
L'insediamento compare nelle cronache nel 1795, con il nome di Kalačiki, derivante da quello di un piccolo lago nella zona. Il villaggio fu raggiunto dalla Via Siberiana nel 1838, mentre nel 1895 arrivò la Transiberiana.
Kalačinsk ricevette status di città nel 1952.
Nell'aeroporto cittadino di Kalačinsk si trova l'Università Tecnica di Aviazione Civile di Omsk in nome di A.V.Ljapidevskij (in russo: Омский летно-технический колледж гражданской авиации им. А.В.Ляпидевского), una filiale dell'Istituto Superiore dell'Aviazione Civile di Ul'janovsk fondata nel 1940. L'Università Tecnica di Aviazione Civile di Omsk attualmente effettua la preparazione dei piloti per gli elicotteri russi Mil Mi-8 e la preparazione dei tecnici ed ingegneri di bordo per gli aerei Tupolev Tu-154, Tupolev Tu-204, Ilyushin Il-76 e per gli elicotteri Mil.